# Jan Mandyn

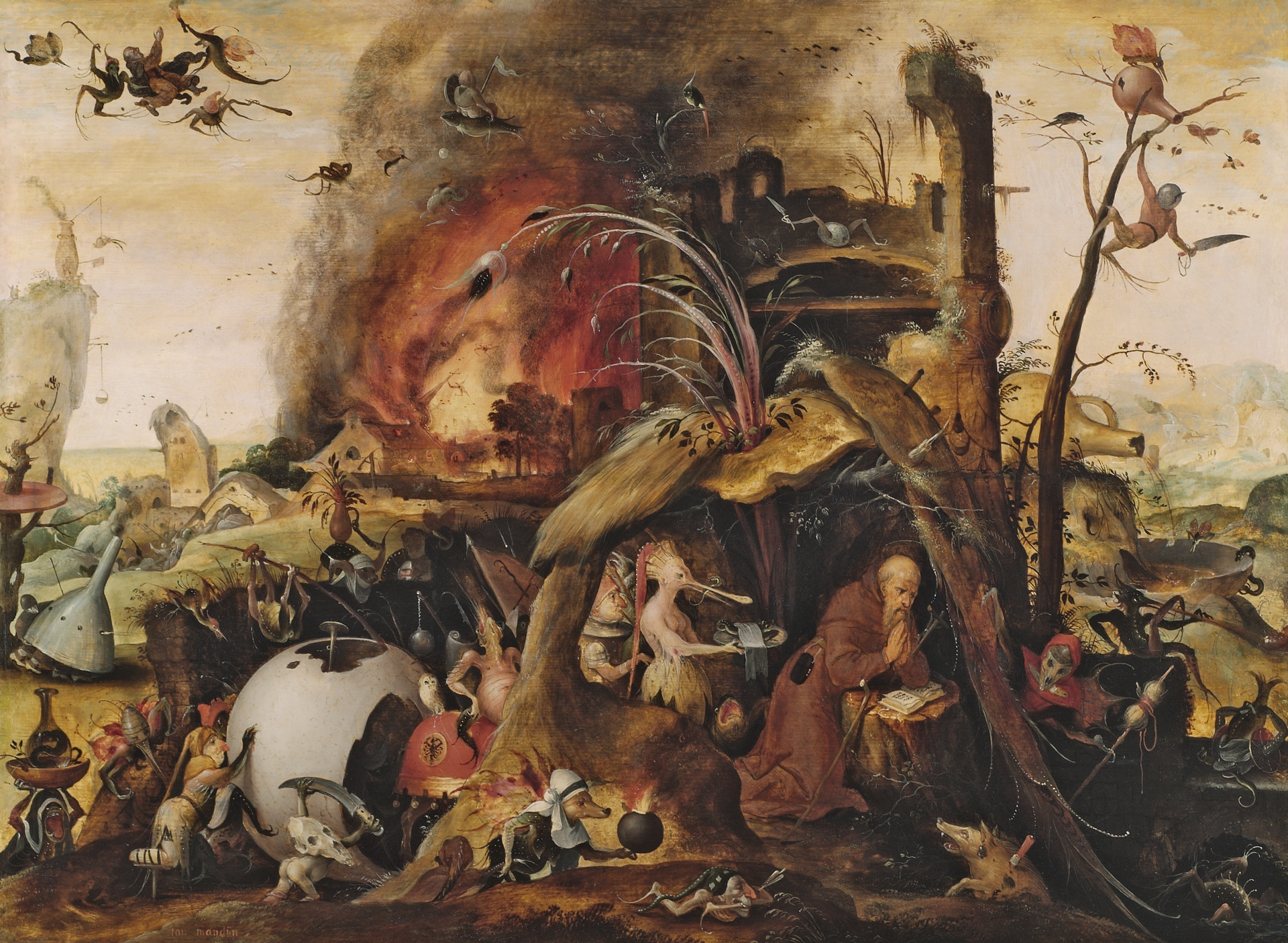
Versuchung des Hl. Antonius, um 1550 (Frans-Hals-Museum, Haarlem)

Jan Mandyn (auch: Jan Mandijn, * um 1500/02 in Haarlem; † 1559/60 in Antwerpen) war ein flämischer Maler der Renaissance und wird dem nördlichen Manierismus zugeordnet.

## Leben und Werk
Jan Mandyn wird mit den Malern Pieter Huys (um 1519/20 – 1581/84), Herri met de Bles (um 1500/10 – nach 1555) und Jan Wellens de Cock (um 1475/80 – 1527/28) einer Gruppe flämischer Maler in Antwerpen zugeordnet, die als Nachahmer von Hieronymus Bosch (um 1450/60 – 1516) die Tradition phantastischer Malerei fortführten und so einen nördlichen Manierismus (im Gegensatz zum italienischen Manierismus) begründeten. Jan Mandyn schließt mit seinen dämonischen Spukbildern unmittelbar an die Kunst Boschs an. Die Grundkompositionen sind eng an Bosch angelehnt, die Meisterschaft seines Vorbildes in der farblichen Gestaltung seiner Gemälde erreicht Mandyn nicht.
Viele Zuschreibungen an Jan Mandyn entbehren der Grundlage; lediglich die Antoniusversuchung in Haarlem wird Mandyn sicher zugeordnet. Angeblich soll Mandyn Analphabet gewesen sein, weshalb die Signatur auf dem Werk in gotischer Schrift nicht von ihm sein sollte; dabei liegt es durchaus im Bereich des Möglichen, dass er, wenn er tatsächlich des Schreibens nicht kundig war, den Schriftzug nach einer Vorlage abgemalt haben könnte.
Jan Mandyn stammt aller Wahrscheinlichkeit nach aus Haarlem, aber er hat sich bereits um 1530 als Meister in Antwerpen niedergelassen, wo er auch Schüler ausbildete, unter anderem Gillis Mostaert (1534–1598) und Bartholomäus Spranger (1545–1611).
Man bringt ihn mit dem Meister von Paulus und Barnabas zusammen.

## Gemälde
- Die Versuchung des Heiligen Antonius (um 1550), Öl auf Holz, 61,5 × 83,5 cm, Haarlem, Frans-Hals-Museum
- Die Versuchung des Heiligen Christophorus (um 1545?), Öl auf Holz, 142,5 × 179, München, Alte Pinakothek
- Landschaft mit der Legende des Heiligen Christophorus (o. J.), Öl auf Holz, 71 × 98,5 cm, St. Petersburg, Eremitagemuseum